# Sabrina Ascacibar
Sabrina Ascacibar (* 14. Februar 1967 in Dakar, Senegal) ist eine deutsch-argentinische Schauspielerin, Sängerin, Tänzerin und Musikerin.

## Leben
Sabrina Ascacibar wurde als Tochter eines argentinischen Vaters und einer deutsch-südafrikanischen Mutter in Dakar (Senegal) geboren. Sie wuchs in Buenos Aires auf und lebt heute in Hamburg. Von 1984 bis 1987 war sie am Herbert Berghof Studio New York und studierte Schauspiel u. a. an der Seite von Lluís Homar. Sie hatte Unterricht bei Uta Hagen, Herbert Berghof, Carol Rosenfeld, Hellen Gallagher. An der Ludwig-Maximilians-Universität München studierte sie Politik- und Theaterwissenschaften.
Ascacibar greift in ihren Shows manchmal auf ihre Wurzeln aus Südamerika zurück und kombiniert textlich und musikalisch ihre unterschiedlichen kulturellen Backgrounds. Dabei arbeitet sie mit Gastmusikern und begleitet sich mit Ukulele oder Gitarre. Sabrina Ascacibar spricht neben ihren Muttersprachen Deutsch und Spanisch auch Englisch, Französisch und Portugiesisch.

### Theater (Auszug)
(Quelle: )
- seit 2022: Schuhe Taschen Männer mit Bernhard Bettermann, Cheryl Shepard u. a. Komödie Winterhuder Fährhaus
- 2022: Best of Dolores mit Esteban Ravanal (Flügel) und Antonio Rivero (Drums) - Hamburger Theaternacht St. Pauli Theater
- 2021: Nachttankstelle, St Pauli Theater, von Franz Wittenbrink
- 2016: Dolores oder no se puede vivir sin amar, mit Friedrich Paravicini, u. a. Kantine Deutsches Schauspielhaus Hamburg & St Pauli Theater. Künstlerische Mitarbeit: Barbara Bürk
- 2014: Gala Auftritt Foyer Metropolitan Opera New York
- 2014–2015: Sekretärinnen, Düsseldorfer Schauspielhaus (Franz Wittenbrink)
- 2014–2015: Bill & Eve Schauspielhaus Düsseldorf, Thalia Theater Gaußstr (Bandoneon: Christian Gerber, Bass: Gerd Bauder)
- 2009–2011: Alle Lust will Ewigkeit (Franz Wittenbrink), Staatsschauspiel Dresden
- 2008–2009: Geisterfahrer Schauspiel Hannover, Regie: Barbara Bürk
- 2008–2009: Hallo Deutschland (Franz Wittenbrink), Schauspiel Hannover
- 2008–2012: AHOI!, St Pauli Theater Maik Schott (Keyboards) & Sönke Rust (Gitarre) Künstlerische Mitarbeit: Barbara De Koy
- 2006–2007: Der nackte Wahnsinn, Bremer Theater, Regie: Nicolai Sykosch
- 2005–2007: Die Dreigroschenoper, Spelunken-Jenny, St Pauli Theater, Regie: Uli Waller
- 2006–2007: Lust (Franz Wittenbrink), St. Pauli Theater
- 2005–2006: Die Farbe Rot (Franz Wittenbrink), Berliner Ensemble, mit Burghart Klaussner, Carmen Maja Antoni, Therese Affolter
- 2005: Ein Stück vom Himmel, Renaissance Theater (u. a. mit Max Hopp, Burghart Klaußner, Imogen Kogge, Katja Riemann) Regie: Uli Waller
- 2005: Die Dreigroschenoper, Spelunken-Jenny, St. Pauli Theater, Regie: Uli Waller (mit Ulrich Tukur, Stefanie Stappenbeck, Eva Mattes)
- 2005: Das Märchen vom Schwamm, Ruhrtriennale, Regie: Nicolai Sykosch (u. a. mit Max Simionischeck, Oana Solomon, Torsten Ranft)
- 2003–2004: Mütter, St. Pauli Theater, Regie: Uli Waller (u. a. mit Cornelia Schirmer, Marion Martienzen)
- 2003–2004: Die Welt wird schöner mit jedem Tag (Franz Wittenbrink), Münchner Kammerspiele
- 2003–2004: Les Adieux (F. Wittenbrink), die Blonde, Hamburger Kammerspiele (u. a. mit Burghart Klaußner, Peter Francke, Marion Martienzen)
- 2002–2003: Liebster Kurt,…Dein Stanley, Solo mit Stanley Walden, Union Club (New York) Staatstheater Erfurt, Kurt Weill Fest Dessau
- 1998–1999: The Black Rider, Peg Leg, Bad Hersfelder Festspiele, Regie: Ingo Waszerka
- 1998–1999: Brecht Tango, Milonguita, Berliner Ensemble u. Residenztheater München
- 1998–1999: Animal Farm, Muriel, Prinzregententheater München
- 1998–1999: Richard III, Anne, Bad Hersfelder Festspiele, Regie: Jerome Savary
- 1998–1999: Evita, Schleswig Holsteinisches Landestheater & Bad Hersfelder Festspiele
- 1996–1997: Der Mann von La Mancha, Aldonza/Dulcinea, Bremer Theater, Regie: Elmar Gehlen
- 1996–1997: Black Rider Thalia Theater, Regie: Bob Wilson
- 1995–1996: Der Großinquisitor, Hans Otto, Theater Potsdam 1995–1996
- 1992–1994: Tango x 2, Tango - Show, Teatro del Globo Buenos Aires, mit Miguel Zotto & Milena Plebs
- 1990–1992: Volkstheater München

### Solo-Projekte
- 2016: Dolores, Premiere Kantine Hamburger Schauspielhaus
- 2013: Bill & Eve, Premiere Rialto Wilhelmsburg 2013
- 2008: AHOI!, Premiere St. Pauli Theater April 2008
- 2001: Liebster Kurt,…dein Stanley, Premiere Dessau / Kurt Weill Fest 2001 (mit Stanley Walden)
- 1997: BRECHT/TANGO, Premiere am Berliner Ensemble September 1997 (Gitarre: Carlos Mieres)
- 1996: Die Rose, die ich nicht singe… Premiere am Tacheles Berlin Februar 1996 (Gitarre: Coco Nelegatti)

### Diskografie
- 2020: Das Hühnchen Sabinchen (Hörspiel mit Liedern)
- 2013: Bill & Eve (Bear Family Records)
- 2011: Wo bist Du? (Bear Family Records)
- 2009: Ahoi! (Bear Family Records)

### Auszeichnungen
- 2010 Lale Andersen-Preis[7]
- 1999 Publikumspreis Bad Hersfelder Festspiele
- 1996 Gunther Neumann-Preis